# Eduardo Salvatore
 Eduardo Salvatore (São Paulo, 1914 — São Paulo, 26 de novembro de 2006) foi um fotógrafo e advogado brasileiro.
Foi um dos fundadores do Foto Cine Clube Bandeirante e da Confederação Brasileira de Fotografia. Foi um dos expoentes do fotoclubismo no Brasil.